# 므엉어
므엉어(thiểng Mường, 베트남어: tiếng Mường)는 베트남의 므엉족이 사용하는 언어 또는 방언군이다. 오스트로네시아어족 비엣어파에 속하며 베트남어와 아주 가깝다. 주로 북베트남의 산악 지대에서 사용된다. 1999년 조사 기준 화자 수는 약 110만 명이다. 베트남어와 같이 기본적으로 6개의 성조가 있으나 지역에 따라 차이가 있다.
20세기에 서양 학자들이 베트남어 알파벳을 수정한 임시 표기법을 개발하기 전까지 정해진 표기 방식이 없었다. 2016년 9월 호아빈현 인민위원회가 28개의 알파벳과 4개의 성조 표지로 이루어진 새 므엉어 표기법을 규정하는 결의안을 채택하였다.

## 같이 보기
- 므엉족